# Thomas Weisgerber
Thomas Weisgerber (* 17. Januar 1929 in Hannover; † 2. August 2018) war ein deutscher Schauspieler.

## Leben und Wirken
Nach einem abgebrochenen Medizinstudium begann Weisgerber eine Schauspielausbildung in Frankfurt am Main. Nebenbei gründete er in Wiesbaden das Zimmertheater Studio 51, welches er später aufgrund finanzieller Schwierigkeiten schließen musste. Nach Abschluss der Schauspielausbildung folgten Theaterengagements in Hof, Freiburg, Hamburg und Bremen. 1960 ging Weisgerber in die DDR, wo er für das Volkstheater Rostock und die Volksbühne Berlin spielte. Vermehrt war er nun auch in DEFA-Produktionen auf der Leinwand zu sehen. Anfang der 1980er Jahre zog sich Weisgerber zunehmend von der Schauspielerei zurück.

## Filmografie (Auswahl)
- 1960: Immer am Weg dein Gesicht (TV)
- 1962: Freispruch mangels Beweises
- 1963: Die Glatzkopfbande
- 1963: Die Spur führt in den 7. Himmel (TV-Krimi in 5 Teilen)
- 1964: Alaskafüchse
- 1966: Lebende Ware
- 1966: Pitaval des Kaiserreiches: Die Ermordung des Rittmeisters von Krosigk (Fernsehreihe)
- 1969: Zeit zu leben
- 1970: Meine Stunde Null
- 1970: Caesar und Cleopatra (Theateraufzeichnung)
- 1970: Schüsse unterm Galgen
- 1971: Liebeserklärung an G.T.
- 1971: Zwischen Freitag und morgen
- 1973: Apachen
- 1974: Polizeiruf 110: Per Anhalter (TV-Reihe)
- 1979: Der elegante Dreh
- 1988: In einem Atem
- 2013: Tessa Hennig: Mutti steigt aus

## Theater
- 1960: Carl Sternheim: Der Kandidat (Fabrikant Grübel) – Regie: Fritz Wisten (Volksbühne Berlin)
- 1963: Leo Tolstoi: Krieg und Frieden – Regie: Wolfgang Heinz/Hannes Fischer (Volksbühne Berlin)
- 1963: Karl Ludwig Opitz: Mein General – Regie: Ján Roháč (Volksbühne Berlin)
- 1963: Carl Zuckmayer: Der Hauptmann von Köpenick – Regie: Hannes Fischer (Volksbühne Berlin)
- 1964: Robert Planchon nach Alexandre Dumas der Ältere: Die drei Musketiere – Regie: Rudolf Vedral (Volksbühne Berlin)
- 1967: Georg Kaiser: Nebeneinander – Regie: Wolf-Dieter Panse (Volksbühne Berlin)
- 1967: George Bernard Shaw: Cäsar und Cleopatra – Regie: Ottofritz Gaillard (Volksbühne Berlin)
- 1968: Horst Kleinadam: Von Riesen und Menschen (Brigadier Watzlaff) – Regie: Karl Gassauer (Volksbühne Berlin)
- 1970: Bertolt Brecht: Der gute Mensch von Sezuan (Polizist) – Regie: Benno Besson (Volksbühne Berlin)
- 1976: Edward Albee: Wer hat Angst vor Virginia Woolf? (George) – Regie: Hanns Anselm Perten (Volkstheater Rostock)
- 1977: Pierre Barillet/Jean-Pierre Gredy: Du bist ein Biest – Regie: Hanns Anselm Perten (Volkstheater Rostock)
- 1978: Eugene O’Neill: Fast ein Poet – Regie: Hanns Anselm Perten (Volkstheater Rostock – Intimes Theater)
- 1979: Dario Fo: Bezahlt wird nicht! (Giovanni) – Regie: Hanns Anselm Perten (Volkstheater Rostock)
- 1979: Friedrich Dürrenmatt: Die Frist – Regie: Hanns Anselm Perten (Volkstheater Rostock)

## Hörspiele
- 1971: Jürgen Beidokat: Drei Kapitel über eine Meuterei (Christian) – Regie: Werner Grunow (Hörspiel – Rundfunk der DDR)
- 1971: Heinrich Mann: Die Jugend des Königs Henri Quatre – Regie: Fritz Göhler  (Hörspiel – Rundfunk der DDR)
- 1973: Joachim Witte: Die Arnsroder Schlacht (Regisseur) – Regie: Joachim Gürtner (Hörspielreihe: Neumann, zweimal klingeln – Rundfunk der DDR)